# Episodi di Gravity Falls (seconda stagione)
La seconda (e ultima) stagione di Gravity Falls è stata trasmessa negli Stati Uniti su Disney XD a partire col primo episodio "Scary-oke" il 1º agosto 2014, ed è terminata il 15 febbraio 2016 con l'ultimo episodio della serie e speciale di fine serie "Weirdmageddon 3: Take Back the Falls".
In Italia ha debuttato l'8 giugno 2015 sull'edizione italiana di Disney XD con l'episodio "Nel bunker" ed è finita il 27 maggio con l'ultimo episodio e speciale finale di serie "Oscurmageddon 3: Riprendiamoci Gravity Falls".
Come nella precedente stagione, alla fine di ogni episodio è presente un messaggio cifrato: in questo caso celato col cifrario di Vigenère, il quale necessita di una chiave per essere decrittato. Essendo questa parola nascosta all'interno dell'episodio, prima della trama di ognuno di questi, verrà annotata la suddetta parola chiave ed il collegamento ad un fermoimmagine nel quale sarà possibile trovarla: la parola in questione, nell'immagine, sarà sempre accompagnata/evidenziata dal simbolo di una chiave (⚷).
| nº | Titolo originale                      | Titolo italiano                              | Prima TV USA      | Prima TV Italia |
| -- | ------------------------------------- | -------------------------------------------- | ----------------- | --------------- |
| 1  | Scary-oke                             | Il karaoke della paura                       | 1º agosto 2014    | 9 giugno 2015   |
| 2  | Into the Bunker                       | Nel bunker                                   | 4 agosto 2014     | 8 giugno 2015   |
| 3  | The Golf War                          | Vittoria ad ogni costo                       | 11 agosto 2014    | 10 giugno 2015  |
| 4  | Sock Opera                            | La calzino-novela                            | 8 settembre 2014  | 11 giugno 2015  |
| 5  | Soos and the Real Girl                | Lo spirito dell'amore                        | 22 settembre 2014 | 12 giugno 2015  |
| 6  | Little Gift Shop of Horrors           | Tre storie inquietanti                       | 4 ottobre 2014    | 15 giugno 2015  |
| 7  | Society of the Blind Eye              | La Società dell'Occhio di Tenebra            | 27 ottobre 2014   | 16 giugno 2015  |
| 8  | Blendin's Game                        | Il compleanno di Soos                        | 10 novembre 2014  | 17 giugno 2015  |
| 9  | The Love God                          | L'appiccica cuori                            | 26 novembre 2014  | 18 giugno 2015  |
| 10 | Northwest Mansion Mystery             | Il mistero di Villa Northwest                | 16 febbraio 2015  | 19 giugno 2015  |
| 11 | Not What He Seems                     | Conto alla rovescia                          | 9 marzo 2015      | 18 aprile 2016  |
| 12 | A Tale of Two Stans                   | La storia dei due Stan                       | 13 luglio 2015    | 19 aprile 2016  |
| 13 | Dungeons, Dungeons, and more Dungeons | La sfida finale                              | 3 agosto 2015     | 21 aprile 2016  |
| 14 | The Stanchurian Candidate             | Un nuovo sindaco per Gravity Falls           | 24 agosto 2015    | 22 aprile 2016  |
| 15 | The Last Mabelcorn                    | Mabel e gli unicorni                         | 7 settembre 2015  | 26 aprile 2016  |
| 16 | Roadside Attraction                   | Attrazione "stradale"                        | 21 settembre 2015 | 20 aprile 2016  |
| 17 | Dipper and Mabel vs. the Future       | Il compleanno di Mabel e Dipper              | 12 ottobre 2015   | 27 aprile 2016  |
| 18 | Weirdmageddon Part 1/Xpcveaoqfoxso    | Oscurmageddon                                | 26 ottobre 2015   | 28 aprile 2016  |
| 19 | Weirdmageddon 2: Escape From Reality  | Oscurmageddon 2: Fuga dalla realtà           | 23 novembre 2015  | 29 aprile 2016  |
| 20 | Weirdmageddon 3: Take Back the Falls  | Oscurmageddon 3: Riprendiamoci Gravity Falls | 15 febbraio 2016  | 27 maggio 2016  |

Nota - Quando venne rivelata da Alex Hirsch la data di messa in onda americana dell'episodio "Oscurmageddon", questo venne annunciato col nome di "Xpcveaoqfoxso": il nome è in realtà la parola "Weirdmageddon" crittografata con il cifrario di Vigènere utilizzando la parola chiave "BLUEBOOK" (quella dell'episodio "Il compleanno di Mabel e Dipper"). Questo nome è stato usato anche da molte emittenti straniere come il titolo dell'episodio in considerazione, e può essere considerato anch'esso come ufficiale.

## Il karaoke della paura
Parola chiave: WIDDLE

### Trama
L'episodio riprende immediatamente dopo la fine del precedente: mentre i gemelli dormono, Stan ha attivato il portale e comincia a cercare qualcosa. L'attivazione del portale però attira l'attenzione del governo.
Infatti la mattina dopo l'attivazione del macchinario, i due agenti federali Powers e Trigger fanno visita a Stan, che riesce a convincere grazie alle sue abilità oratorie del fatto che il Regno del Mistero sia solo una trappola per turisti e che non ci sia nient'altro. Dipper però riesce comunque ad ottenere un contatto coi due agenti, sperando che possano aiutarlo a svelare i segreti del Diario e della cittadina.
La sera stessa, i Pines hanno organizzato una festa de "Il-Regno-del-Mistero-è-tornato" e, mentre i festeggiamenti si svolgono, Dipper ed i due agenti federali incontrati la mattina prima discutono dei misteri del Diario, ma non ne sono convinti, ritenendo che il volume sia uno degli imbrogli di Stan. Proprio quando stanno per andare via, Dipper evoca nella fretta di dimostrare loro che è tutto vero un'invasione di zombi, nella quale Soos viene morso e zombificato. Stan intanto è tornato nel laboratorio sotto il Regno del Mistero per monitorare il portale.
Dipper e Mabel provano a rintanarsi all'interno del Regno del Mistero e quando sembra che sia la fine per i gemelli, Stan (uscito dal laboratorio) salva per il rotto della cuffia i suoi nipotini coprendoli nella fuga verso la soffitta a suon di mazzate. Arrivati nella stanza dei gemelli, Stan rivela quindi a Dipper che di Gravity Falls ne sa più di lui e che mentiva loro per proteggerli. Scoprono anche che le pagine bianche del Diario #3 sono in realtà state scritte con inchiostro invisibile dall'Autore per precauzione, rivelandosi leggibili grazie alla luce nera. Così scoprono che gli zombi possono essere sconfitti grazie ad un perfettamente eseguito canto a tre voci: Stan, Dipper e Mabel quindi prendono la macchina per karaoke e cantano assieme sconfiggendo gli zombi.
Alla fine dell'episodio Soos, ancora uno zombi, viene dezombificato e Stan promette di non nascondere altri segreti mentre Dipper promette di non utilizzare il Diario #3 per cacciarsi nei guai, nessuno dei due con l'intenzione di rispettare la promessa.

## Nel bunker
Parola chiave: SHIFTER

### Trama
Grazie alla luce nera, Dipper scopre il bunker segreto dell'Autore e va ad investigare assieme a Mabel, Soos e Wendy.
Entrati nel bunker, i quattro sfuggono ad un paio di trappole piazzate dall'Autore per proteggere il luogo scoprendo un laboratorio sotterraneo pieno di provviste sufficienti fino al 2070, in vista di un'ipotetica futura apocalisse. Mabel, mentre esplorano il posto, scopre che Dipper è ancora innamorato di Wendy e gli propone di confessarsi alla ragazza, ma Dipper declina l'offerta: per spingere il fratello a confessarsi quindi spinge lui e Wendy in uno stanzino, minacciandolo di non aprire se non avesse detto a Wendy "quella cosa". Dipper, pur di non confessare il suo amore, riesce a trovare una seconda uscita allo stanzino che porta ai sotterranei del bunker, ma mette in pericolo lui e Wendy quando vengono inseguiti da una strana creatura e, quando Mabel non crede a Dipper riguardo al mostro, pensando che sia solo un trucco per uscire di lì, fuggono nelle profondità dei sotterranei. Messi all'angolo, i due vengono salvati da un anziano signore che rivela loro di essere l'Autore dei Diari.
Nel laboratorio intanto Mabel scopre un appunto sull'esperimento #210, una creatura pericolosa capace di assumere qualsiasi forma e corre a cercare Dipper quando capisce che non stava mentendo. Nel mentre Dipper si mette a parlare con l'Autore, che ringrazia caldamente il ragazzo quando gli mostra di avere con sé il Diario #3, avendogli riportato la sua "ricerca perduta". Mentre parlano però, Wendy informa Dipper che chi hanno davanti potrebbe non essere chi (o cosa) credono essere quando vede che "l'Autore" ha le stesse sembianze della mascotte dei fagioli presenti tra le provviste del bunker: infatti, quando Dipper chiede a "l'Autore" di riavere indietro il Diario siccome dovevano tornare a casa, egli si rivela essere proprio la creatura degli appunti trovati da Mabel, il Mutaforma. Wendy quindi attacca la creatura riuscendo a riottenere il Diario e fugge assieme a Dipper, che riesce ad ingannare il mostro facendogli sbagliare strada.
Wendy e Dipper si ritrovano con Soos e Mabel, ma sono sospettosi che chi gli sta davanti potrebbe non essere chi credono: il comportamento strampalato dei due dirada però ogni sospetto. Il quartetto quindi si organizza per tendere una trappola al Mutaforma e rimetterlo nella sua camera criostatica. I due gemelli quindi vanno a fare da esca e si fanno inseguire dal mostro, mentre Wendy e Soos preparano un manicotto dell'acqua per colpire il mostro e stordirlo, ma dalla valvola l'acqua non esce e Wandy affronta il Mutaforma con un'accetta. Durante lo scontro il flusso d'acqua si ripristina e dalla pompa esce un getto che spazza via sia il mostro sia la ragazza.
Finito il getto, Dipper trova il corpo inerme di Wendy e comincia a disperarsi credendola morta, ma dietro a lui compare una seconda Wendy ed il ragazzo è confuso. La Wendy che giaceva a terra quindi si rialza e attacca la seconda per riprendere il possesso del Diario. Dipper quindi prende l'accetta di Wendy e si appresta a colpire il Mutaforma, ma non capendo quale delle due Wendy sia quella falsa chiede un segno. La vera Wendy quindi gli fa il gesto del "chiudere la bocca e buttare via la chiave" (dall'episodio "Il fantas-market"), Dipper capisce e colpisce il mostro nel petto. In preda al dolore, il Mutaforma viene spinto nella camera criostatica dai due, ma prima di venire congelato avvisa Dipper di un grande pericolo legato al Diario e gli predice una fine orribile assumendo le sembianze del ragazzo in una posa d'agonia.
Usciti dal bunker i quattro ripensano a quello che è successo e mentre Soos e Mabel se ne stanno andando, Dipper ne approfitta per confessarsi finalmente a Wendy. La ragazza ammette di saperlo già e data la differenza di età lo respinge con garbo, aggiungendo però che la sua vita è diventata molto più divertente ed interessante da quando lui è arrivato a Gravity Falls, e che nonostante sia più piccolo di lei lo reputa più o meno come il suo migliore amico.
Nelle ultime battute si scopre inoltre che quella che Soos credeva fosse una vecchia valigia trovata nel bunker è in realtà un portatile, piuttosto malconcio, che Dipper sostiene contenga qualcosa di importante e quindi Soos decide di ripararglielo.

## Vittoria ad ogni costo
Parola chiave: WHATEVS

### Trama
Dopo essere stata insultata e schernita un'altra volta da Pacifica, Mabel la sfida ad una partita a minigolf durante la quale i due gemelli scoprono i Lilliputtiani: un popolo di omini dalle fattezze di palle da golf che controllano le trappole di tutti i percorsi. Approfittando delle loro faide interne (ci sono molti scontri tra i gruppi di Lilliputtiani dei vari percorsi), Mabel propone che dichiarerà il gruppo migliore di Lilliputtiani se la aiuteranno a battere Pacifica.
La cosa però le si ritorce contro e sia Mabel che Pacifica rischiano la pelle ritrovandosi ad affrontare l'intero popolo lilliputtiano. Alla fine riescono a scappare dal mini-golf, venendo banditi dagli stessi Lilliputtiani. Nel finale Mabel, di buon cuore, offre a Pacifica un passaggio a casa per recuperare a quello che aveva fatto e - sorprendentemente - Pacifica ammette che la compagnia dei due gemelli non è così cattiva come pensava.

## La calzino-novela
Parola chiave: CIPHER

### Trama
Il portatile trovato nel bunker dell'Autore è stato finalmente riparato da Soos e i due gemelli si apprestano ad accenderlo solo per scoprire che necessitano di ua password di otto caratteri per accedervi. Mabel quindi si offre volontaria per aiutare Dipper ad accedere ai segreti del portatile, promessa infranta quando appena dopo si innamora del mastro burattinaio Gabe e finge di avere in programma uno spettacolo per fare colpo su di lui; quindi Dipper si ritrova solo a cercare la password, ma qualcuno lo sta osservando.
Infatti qualche giorno dopo Bill riappare a Dipper e gli offre di svelargli la password in cambio di qualcosa: Dipper prontamente rifiuta, ma Bill se ne va, certo che il ragazzo cederà, dicendogli che saprà dove trovarlo se sarà pronto a fare un accordo. La cosa succede quando è oramai ovvio che Mabel non aiuterà più il fratello a trovare la password, ma le interessa soltanto fare colpo su Gabe e che Dipper, inserendo troppi tentativi sbagliati, scopre che il disco rigido del laptop sta per essere formattato e ha un'unica possibilità di inserire la giusta password.
Bill quindi ritorna dal ragazzo e, rinfacciandogli come la sorella lo abbia sempre abbandonato in queste situazioni e che ha un solo colpo per azzeccare la password, lo convince a stringere un accordo nel quale Bill riceverà in cambio un burattino: ovviamente come burattino sceglie Dipper, quindi estrae la coscienza dal corpo del ragazzo - proiettandola sotto forma di spettro nel Piano immateriale (o "Mindscape" in inglese) - e comincia a possedere il corpo di Dipper distruggendo innanzitutto il portatile; inoltre Bill dice al ragazzo che vuole distruggere il Diario #3 poiché Dipper potrebbe rivelarsi una minaccia e gli rivela che in quello stato Dipper non può interagire con niente e con nessuno se non con Bill, poiché è come se non esistesse.
Lo spettacolo inizia e Bill trova subito un modo per impossessarsi del Diario mentre Dipper, trovato un mezzo che funga da contenitore (ovvero la sua marionetta), riesce ad avvertire Mabel. Quando però Mabel va a recuperare il Diario viene intercettata da Bill, che minaccia di rovinare lo spettacolo e distruggere ogni sua chance con Gabe se non gli consegna il Diario. Mentre sta per consegnargli il Diario, Mabel capisce però che quello che è successo è stato a causa sua e che Dipper ha spesso sacrificato i propri progetti in favore della sorella: Mabel quindi sceglie di sacrificare il buon esito del suo spettacolo e fa leva sulla stanchezza che il corpo di Dipper ha accumulato in quei giorni per cacciare Bill fuori dal corpo di Dipper e permettere al fratello di re-impossessarsene. Bill però promette che ritornerà e, per mandarlo via definitivamente, Mabel fa saltare in aria l'intero spettacolo coi fuochi d'artificio.
Vedendo le marionette in fiamme, Gabe scarica Mabel che però non la prende a male quando vede che Gabe è letteralmente ossessionato dai suoi burattini. Alla fine, Mabel promette al fratello che lo aiuterà più spesso.

## Lo spirito dell'amore
Parola chiave: BEARO

### Trama
Soos viene invitato alla festa di fidanzamento di suo cugino e per questo sua nonna gli consiglia di trovarsi una ragazza. Mabel e Dipper decidono di aiutarlo nell'impresa, ma con risultati insoddisfacenti. Per questo, Soos decide di comprare un simulatore di appuntamenti in stile anime con protagonista Giffany. Soos, dopo averci giocato, non ha più voglia di trovarsi una "vera" ragazza, ma i due gemelli lo convincono a tornare al centro commerciale trovandosi nuovamente in difficoltà. Qui Soos scopre che Giffany è un'intelligenza artificiale sfuggita al controllo dei suoi creatori e che può seguirlo attraverso gli apparecchi elettronici e capirlo.
Soos incontra però Melody, una ragazza con la quale ha molte affinità e con la quale riesce ad ottenere un appuntamento quella sera in una sala giochi/pizzeria, e si vede quindi costretto a scaricare Giffany. A Giffany però la cosa non sta bene e quella stessa sera esce dal proprio gioco e, gelosa, segue Soos con l'intento di vendicarsi di lui ed eliminare Melody: durante la cena quindi, Giffany prende possesso dei pupazzi animatronici e dei cabinati presenti nel locale minacciando più volte Soos.
Alla fine Soos riesce a cancellare Giffany, fondendo il CD del suo gioco e si scusa con Melody instaurando con lei una relazione fissa, nonostante la ragazza debba tornare a casa a Portland la settimana successiva.

## Tre storie inquietanti
Parola chiave: NONCANON

### Trama
Stan accoglie nel Regno del Mistero un viaggiatore capitato lì di notte con l'auto in panne e tenta di vendergli la sua merce raccontandogli tre storie sugli oggetti in vendita:
- Via le mani (Hands Off): Durante il mercatino dell'usato di Gravity Falls, Stan riesce ad arraffare da una vecchia un finto orologio d'oro, scatenendo su di lui una maledizione che gli porta via le mani. Dopo alcuni tentativi per rimpiazzarle, Stan e i gemelli decidono di andare a trovare la vecchia che si rivela essere una Strega delle mani che, sentendosi sola, ruba le mani ad ogni uomo che incontra per cercare di ottenere un appuntamento. Sentendosi in pena per lei decidono quindi di rendere accogliente la caverna nella quale la strega vive e di darle qualche dritta, e per gratitudine la strega ridà a Stan le sue mani.
- Trasfor-maiala-zione (Abaconings): Non riuscendo a risolvere un complesso rompicapo, Dipper decide di ricorrere all'aiuto dei Funghi cerebrali per riuscirci. Quella stessa sera, prima di coricarsi, prepara la mistura e la applica, ma Dondolo, sentendone l'odore, la mangia tutta e la mattina seguente è diventato un assoluto genio. Dondolo quindi comincia a passare il tempo con Dipper, risolvendo enigmi e inventando cose, ignorando completamente Mabel. Sul punto quindi di realizzare la più grande invenzione dell'intera Storia, Dondolo capisce che quello che vuole davvero è stare con Mabel come suo animale da compagnia e decide di far regredire le sue facoltà intellettive a quelle precedenti.
- Il giorno della plastilina (Clay Day): Si scopre che Mabel ha paura dell'animazione a passo uno fatta con la creta, poiché le sembra troppo vera. Stan, Dipper e Soos decidono quindi di portarla alla locale vecchia azienda di animazione dove venivano prodotti film e cartoni proprio con questa tecnica, per scoprire che effettivamente, a causa di magia nera, le creature di creta presenti lì sono vive e vogliono trasformare in creta anche loro. Mabel quindi decide di affrontare la sua paura e riesce a salvare dalla "cretizzazione" Dipper, Stan e Soos, anche se si scopre che il processo per Soos è stato completato in tempo.

Alla fine, non riuscendo a piazzare niente, Stan riesce a narcotizzare il viaggiatore e, mentre è svenuto, lo mette in una teca spacciandolo per una creatura.

## La Società dell'Occhio di Tenebra
Parola chiave: ERASE

### Trama
Dipper arriva alla conclusione che il vecchio McGucket sia l'Autore dei Diari e assieme a Mabel va da lui per ottenere spiegazioni.
Una volta dal vecchio esso dice di non sapere nulla, ma quando McGucket vede una pagina del Diario nella quale si parla di una società segreta comincia a ricordare e i gemelli, aiutati da Soos e Wendy, decidono di indagare. Riescono a trovare il nascondiglio della società, che si scopre chiamarsi la "Società dell'Occhio di Tenebra" e che ha come compito quello di salvaguardare la sanità mentale degli abitanti della cittadina cancellando loro la memoria riguardo agli eventi paranormali di Gravity Falls.
Cercando dove i ricordi cancellati vengano custoditi, il gruppetto viene scoperto e scoprono che molti abitanti della città fanno parte di questa società. Grazie a McGucket (che era riuscito a nascondersi) riescono a liberarsi ed a contrattaccare, riuscendo infine a catturare loro stessi i membri della Società, ai quali viene cancellata la memoria per evitare problemi futuri. I cinque quindi si apprestano a vedere le memorie cancellate di McGucket, scoprendo che precedentemente era un grande scienziato che ha lavorato al fianco dell'Autore, e che è impazzito cercando di dimenticare "ciò che aveva visto".
McGucket, avendo ripreso coscienza del suo passato, decide di aiutare i ragazzi dicendo loro che se gli fosse tornato in mente qualcosa glielo avrebbe fatto sapere. Intanto Stan rifornisce il macchinario sotto il Regno del Mistero asserendo che arriverà fino in fondo, nonostante quanto possa diventare pericoloso e quanto tempo ci vorrà, e che nessuno può ostacolarlo.

## Il compleanno di Soos
Parola chiave: CAPACITOR

### Trama
Dipper e Mabel scoprono il giorno del compleanno di Soos e decidono di fargli una festa a sorpresa, ma le cose non vanno come sperato: infatti Soos si deprime.
Stan e Wendy quindi dicono ai gemelli che per qualche motivo sconosciuto, Soos odia il suo compleanno e quindi decidono di portarlo per fare tutti assieme una partita di laser tag così da tirargli su il morale. Intanto, nel futuro, Blendin è evaso e prima di essere arrestato di nuovo evoca il Globnar e decide come sfidanti Dipper e Mabel, che causando quella serie di paradossi temporali gli fecero perdere il lavoro.
I due vengono chiamati a raccolta proprio prima che inizi la partita di laser tag, ma, approfittando della mentalità delle persone del futuro, riescono a rubare un altro metro del tempo e tornano indietro al dodicesimo compleanno di Soos, scoprendo così che Soos odia il giorno del suo compleanno, poiché è proprio in quel giorno che capì che suo padre non sarebbe mai tornato a casa. I due gemelli quindi decidono di affrontare Blendin nel Globnar e vincere il tempo-desiderio per mettere le cose a posto con Soos.
Alla fine di estenuanti prove, i gemelli riescono a prevalere su Blendin e ottengono il tempo-desiderio. Inoltre, essendo i vincitori dello scontro, hanno il diritto di decidere le sorti di Blendin, scegliendo di chiedergli scusa per tutto ciò che ha passato per causa loro facendolo riassumere nella Squadra Rimozione Anomalie Temporali e donandogli dei capelli. Tornati al presente, Dipper e Mabel donano a Soos il tempo-desiderio, che utilizza per guarire e mettere a posto i due gemelli capendo che sono loro la sua famiglia e che quello che successe col padre non conta più, desiderando inoltre una fetta di pizza che si rigenera sempre.

## L'Appiccica cuori
Parola chiave: GOATANDAPIG

### Trama
Durante un'uscita con Wendy ed i suoi amici, Dipper e Mabel trovano Robbie ancora afflitto dall'essersi lasciato con Wendy.
Mabel decide a tutti i costi di far trovare pace ai problemi di Robbie e fargli dimenticare la storia con Wendy usando le sue abilità di "appiccica cuori" organizzando quindi un incontro combinato con Tambry, ma le cose non vanno per il meglio. Mabel però incontra per caso Love God, un famoso cantautore che rivela a Mabel di essere una specie di cupido e la ragazza quindi approfitta di un momento di distrazione di Love God per rubargli una delle sue pozioni ed utilizzarla su Robbie e Tambry, che si mettono insieme. Va a dare quindi la buona notizia ai suoi amici che però, per una serie di motivazioni a catena, non la prendono bene e decidono di sciogliere il gruppo.
Intanto Stan si sta preparando per farsi pubblicità al "Festival di mezz'estate", dove canterà anche Love God: Mabel quindi decide assieme a Dipper di ritrovare il cupido e rubargli la pozione del dis-innamoramento per far tornare tutti come prima, ma Love God li scopre e li insegue. Dopo varie peripezie, Love God si arrende e lascia a Mabel, dicendole che se vuole giocare a fare "l'appiccica cuori" può fare pure, ma che se ne prenda le responsabilità. Mabel quindi si appresta a spruzzare la pozione su Robbie e Tambry, ma, vedendo che i due stanno bene assieme, decide di lasciar stare. Alla fine ci penserà Thompson a rinsaldare il gruppo grazie alla sua spontaneità e alla sua goffaggine.

## Il mistero di Villa Northwest
Parola chiave: CURSED

### Trama
Durante i preparativi per l'annuale festa della famiglia Northwest, riservata esclusivamente a figure importanti e celebrità, avvengono fenomeni sovrannaturali; Preston quindi ordina a Pacifica di chiamare Dipper a risolvere il problema. La mattina seguente, Pacifica si reca al Regno del Mistero e nonostante il suo iniziale rifiuto, Dipper accetta il lavoro di Pacifica in cambio di un invito per Mabel, Candy e Grenda. Una volta alla festa le tre ragazze si dedicano alla caccia di ragazzi carini e ricchi, mentre Dipper e Pacifica vanno sul luogo dove si sono verificati i primi fenomeni e vengono attaccati dal fantasma di un taglialegna, che con le informazioni riportate sul Diario viene raggruppato fra i fantasmi di "categoria 10", i più pericolosi e mortali.
Intanto nascono delle divergenze tra Mabel, Candy e Grenda su chi debba corteggiare il giovane ed affascinante baronetto austriaco Marius von Fundsheiser e, nonostante le tre decidano di lasciar perdere in nome della loro amicizia, Mabel e Candy non resistono e ci provano con lui mandando su tutte le furie Grenda. Intanto, scappando dal fantasma, Pacifica trova una stanza segreta della villa nella quale sono accumulate tutte le prove del passato truffaldino e disonesto della sua famiglia e mentre la ragazza si deprime abbassando la guardia, Dipper la salva imprigionando il fantasma in uno specchio d'argento.
Col lavoro oramai concluso, i Northwest si congratulano con Dipper che, non essendo interessato a rimanere alla festa "più esclusiva del mondo", se ne va per mandare l'anima del taglialegna nell'aldilà; il taglialegna però racconta di come anche Dipper sia stato raggirato dalle belle parole di un Northwest, e di come 150 anni prima i Northwest avessero ingannato i taglialegna e la popolazione di Gravity Falls nel far costruire loro la villa. In quel triste episodio, il taglialegna morì e col suo ultimo respiro maledisse i Northwest se entro 150 anni non avessero mantenuto la loro promessa. Dipper affronta Preston e se ne va definitivamente disgustato da come effettivamente anche Pacifica avesse tradito la sua fiducia. Durante il rituale, approfittando quindi di un attimo di distrazione di Dipper, il fantasma si libera e vola verso villa Northwest per compiere la sua vendetta.
Dipper cerca di anticiparlo, ma ormai è troppo tardi e tutti gli invitati vengono trasformati in legno, compreso Dipper. Pacifica, vedendo questo scempio, decide di dimostrare a sé stessa (e a Dipper) di non essere come i suoi avi e mantiene la promessa fatta 150 addietro aprendo le porte della villa alla popolazione. La maledizione quindi è scongiurata: il fantasma ammette che in Pacifica c'è del buono e può finalmente riposare in pace mentre chi era diventato legno torna normale. Anche Dipper si ricrede su Pacifica e comincia a scoprire nuovi lati più umani e meno snob della ragazza, passando qualche momento divertente con lei.
Poco dopo Dipper viene preso da parte da McGucket che gli dice che secondo i suoi calcoli, in poco meno di 24 ore sarebbe arrivata la fine del mondo, ma Dipper lo congeda bruscamente, dicendogli che stanno ad una festa e che in quel momento dovrebbero pensare a divertirsi. Durante i titoli di coda inoltre si vedono Powers e Trigger che, imbucati e travestiti, entrano in uno stanzino dicendo che "il congegno si è attivato" e che "è arrivato il momento di agire".

## Conto alla rovescia
Parola chiave: STNLYMBL

### Trama
Stan sta lavorando al macchinario sotto il Regno del Mistero e, dopo averlo rifornito di un liquame radioattivo che il congegno usa come carburante, attiva un conto alla rovescia portatile sincronizzato al marchingegno.
Il giorno dopo sembra una giornata normale al Regno del Mistero, ma mentre Dipper e Mabel si stanno divertendo, Stan viene arrestato da Powers e Trigger ed il Regno del Mistero viene messo sotto custodia delle forze speciali. Stan viene quindi portato in commissariato e chiama Soos per dirgli di andare al Regno del Mistero il prima possibile e proteggere il distributore. Nel mentre Dipper e Mabel stanno per essere affidati ai servizi sociali, ma riescono a sfuggire agli agenti e, intenzionati a dimostrare l'innocenza del prozio, si dirigono al Regno del Mistero e riescono ad entrarvi.
Intanto Stan si accorge che le anomalie gravitazionali causate dal congegno stanno incrementando e ne approfitta per fuggire da Powers; inoltre riesce a depistare gli agenti facendogli seguire un taxi mentre lui si dirige al Regno del Mistero. I due gemelli intanto sono entrati nell'ufficio del prozio e non solo scoprono che effettivamente le accuse degli agenti erano fondate, ma che Stan Pines sarebbe morto e cominciano a pensare che il loro prozio non sia chi dice di essere. Trovano anche un codice che capiscono vada inserito nel distributore di merendine.
Il distributore è però protetto da Soos e dopo un breve scontro, i due riescono ad inserire il codice ed assieme a Soos si inoltrano nel corridoio scoperto dietro ad esso. Arrivati nel laboratorio, mentre il trio si chiede cosa sia tutta quell'attrezzatura, Dipper scopre che Stan era in possesso del Diario #1 e del #2, e comincia seriamente a pensare che "Stan" sia un uomo pericoloso. Grazie alla luce nera scopre inoltre che il congegno potrebbe distruggere l'Universo se raggiungesse la potenza massima ed i tre si apprestano ad attivare l'arresto di emergenza. Appena prima di fermare il macchinario arriva Stan, che li ferma e cerca di convincerli che è tutto un malinteso, ma un'altra anomalia gravitazionale scaglia Soos, Dipper e Stan lontano dal pulsante di spegnimento ed ora Mabel deve scegliere se credere a Stan o ascoltare Dipper.
Mabel decide di fidarsi di Stan e non premere il pulsante proprio poco prima che il congegno si attivi. Una luce bianca inonda i quattro ed un'immensa anomalia gravitazionale fa levitare oggetti e persone nell'intera Gravity Falls, ma cessa poco dopo. In un laboratorio semi-distrutto, il marchingegno si rivela un portale, dal quale poco dopo la sua attivazione esce una figura che raccoglie il Diario #1 da terra: si può notare che ha una mano a sei dita. Dipper si chiede chi sia e Stan gli risponde

## La storia dei due Stan
Parola chiave: SIXER

### Trama
L'Autore, il fratello di Stan, è tornato, ma, piuttosto che ringraziarlo, lo rimprovera sull'incoscienza dell'aver riattivato il Portale, oltre che accusarlo di essere lui stesso la causa del fatto di essersi perso nel Portale trent'anni prima. Mabel seda gli animi e Dipper è eccitatissimo alla vista dell'Autore. L'Autore scopre quindi che le forze speciali sono alle loro calcagna, ma hanno ancora del tempo e Mabel chiede ai due prozii di raccontare la loro storia. L'Autore è d'accordo quindi, mentre pensa a cosa fare, invita suo fratello "Stanley" a iniziare: Mabel e Dipper scoprono quindi che Stan non si chiama Stanford, ma Stanley, che Stanford è in realtà il nome dell'Autore e che Stan lo ha rubato al fratello. Messo alle strette, Stan si vede costretto a dover vuotare il sacco e comincia quindi il racconto della loro infanzia e della loro gioventù: da piccoli abitavano a Glass Shard Beach nel New Jersey ed erano figli di Filbrick e Ma' Pines, due proprietari di un negozio di pegni. Fin da piccoli, Stanley e Stanford hanno sempre avuto un'attrazione verso i misteri e stavano tutto il tempo a cercarne qualcuno, tant'è che il loro sogno era quello di restaurare una vecchia barca che avrebbero rinominato "StanVeliero" (lo "Stan O'War" in originale) e con la quale avrebbero salpato per qualunque luogo in cerca di tesori e segreti; ovviamente Stan era il braccio del duo e Ford la mente.
Più avanti cominciarono ad esserci le prime divergenze tra i due, in quanto, mentre Stan continuava a comportarsi da ragazzino e sperava nel viaggiare il mondo col fratello, Ford stava cominciando a mirare ad obiettivi più realistici e, grazie alla sua macchina del moto perpetuo presentata alla fiera della scienza del loro liceo, aveva guadagnato l'opportunità di entrare nella più prestigiosa università degli Stati Uniti. Stan, nonostante sia orgoglioso del fratello, si innervosisce capendo che Ford avrebbe abbandonato il progetto che avevano da bambini e passeggiando tra gli esperimenti della fiera tira un pugno al banco sul quale era appoggiata la macchina di Ford e, a sua insaputa, la danneggia. Gli ispettori dell'università arrivano il giorno dopo e, trovando un marchingegno non funzionante, non ammettono Ford all'università. Ford non capisce cosa sia andato storto, ma trova un pacchetto delle caramelle preferite di Stan accanto al proprio progetto e accusa Stan di aver rotto apposta la macchina. Stan non ha neanche il tempo di spiegarsi che Filbrick, spalleggiando Ford, lo caccia letteralmente di casa. Dapprima prova con la ricerca di tesori nelle spiagge e poi inizia a vendere prodotti scadenti in vari stati, il che gli frutterà solo di essere bandito da quegli stati. Intanto Ford ha ripiegato in un'università di seconda scelta, nella quale si laureò tre anni prima degli altri e grazie alla sua tesi ricevette sostanziosi fondi per le sue ricerche. Ford decise di spenderli nel ricercare anomalie, andando a studiare i numerosi e stravaganti fenomeni di Gravity Falls.
Dopo qualche tempo Ford contattò Fiddleford McGucket, suo vecchio compagno di corso ed esperto di elettronica e computeristica, costruendo assieme a lui il Portale per usarlo nelle sue ricerche. Un incidente però mandò nuovamente all'aria i progetti di Ford: durante il collaudo infatti, McGucket finì per entrare nel Portale e vide ciò che c'era dall'altra parte. Spaventato da quello che disse un a dir poco terrorizzato McGucket, Ford chiuse il progetto, ma cominciò a sentire voci nella testa e dava segni di cedimento mentale e psicologico. Chiamò quindi Stan a Gravity Falls per spiegargli il suo lavoro ed affidargli una missione: prendere il Diario #1, andarsene il più lontano possibile da lì e proteggere il Diario a tutti i costi, o quanto meno nasconderlo. Stan, innervosito per il brusco trattamento, decide di bruciare il Diario, ma Ford lo ferma e comincia tra i due una scaramuccia, nella quale Stan si procura una brutta marchiatura a fuoco sulla schiena (il suo "tatuaggio") e Ford finisce disperso nel Portale. Stan, non sapendo cosa fare, fa l'unica cosa che poteva: andare in città a comprare viveri, ma tutti lo scambiano per Ford e, attratti dai misteri dietro il lavoro di suo fratello, chiedono a Stan se facesse gite turistiche. Dopo un inizio in salita, Stan riuscì comunque a costruire il Regno del Mistero, che gli forniva anche una copertura perfetta per cercare di salvare il fratello.
Ford aggiunge che per questi trent'anni ha girato per le dimensioni scoprendo cose inimmaginabili. Il racconto finisce e ritorna il problema degli agenti: con un'idea di Dipper e Ford, il gruppo riesce a cancellare i ricordi dell'accaduto agli agenti grazie alla pistola cancella-memoria di McGucket e successivamente a mandarli via. A fine giornata, Ford e Stan si mettono d'accordo sul loro futuro e su quello del Regno del Mistero mentre Mabel e Dipper si promettono a vicenda di non fare la fine dei loro prozii.

## La sfida finale
Parola chiave: RADMASTER

### Trama
Dipper vorrebbe giocare a Dungeons, Dungeons, e ancora Dungeons con qualcuno, ma data l'elevata complessità del gioco perché pieno di matematica non trova nessuno con cui fare una partita. Provando a giocare con Gompers, Dipper finisce nel laboratorio di Ford (che all'inizio dell'episodio aveva negato l'accesso al laboratorio a chiunque poiché pericoloso) e, nella caduta, libera una specie di polipo proveniente da un'altra dimensione acciuffato ad inizio episodio costringendo Ford a riacciuffarlo. Prima di essere rimproverato dal prozio, Ford nota che Dipper ha in mano il dado a 38 facce necessario per giocare a Dungeons, Dungeons, e ancora Dungeons e Dipper scopre che anche il suo prozio ne è appassionato. In più Ford mostra al nipote uno degli oggetti che ha rinvenuto mentre vagava tra le dimensioni: un dado ad infinite facce, uno strumento talmente pericoloso che per la sua natura può far realizzare qualsiasi probabilità e per questo illegale in più di 9000 dimensioni.
Il giorno seguente, preparandosi a vedere il finale di stagione de Il papero-detective, Mabel, Stan e Grenda scoprono che il salotto è stato occupato da Dipper e Ford per giocare a Dungeons, Dungeons, and More Dungeons. Ne scatta una discussione, che finisce con Stan che lancia per terra il sacchetto per dadi di Ford. All'interno del sacchetto però vi era presente anche il dado ad infinite facce, che fa sì che il cattivo del gioco Probabilitor il Mago (in originale "Probabilitor the Annoying", ovvero "Probabilitor il Fastidioso") prenda vita assieme agli altri suoi malvagi subordinati e rapisca Dipper e Ford cosicché Probabilitor possa mangiare i loro cervelli per diventare ancora più intelligente. Mabel, Stan e Grenda quindi si lanciano all'inseguimento nel fitto del bosco e, una volta superati i trabocchetti di Probabilitor, ritrovano i due.
Probabilitor però li sfida ad una versione reale di Dungeons, Dungeons, e ancora Dungeons nella quale se Probabilitor vince potrà mangiare i cervelli di Ford e Dipper, mentre se vincono Mabel e Stan allora Probabilitor tornerà nel gioco e Dipper e Ford verranno liberati. Nonostante le iniziali difficoltà, Mabel e Stan capiscono che il gioco oltre alla matematica richiede abilità coi dadi ed una fervida immaginazione, riuscendo a mettere alle strette Probabilitor, che ricorre quindi al suo asso nella manica, la creatura presente nella controversa edizione del gioco degli anni '91-'92: l'Impossibestia, che può essere sconfitta solo se si fa 38 con un lancio del dado a 38 facce.
Stan, determinato a salvare suo fratello e suo nipote, utilizza le sue doti da baro professionista per fare il tiro impossibile e vincere la partita. Una volta a casa, dopo aver visto tutti assieme la replica dell'ultimo episodio de Il papero-detective, Dipper viene portato da Ford nel laboratorio, dove gli rivela che nessuno poteva scendere là sotto perché stava contenendo i danni generati dalla riattivazione del Portale e gli mostra anche una fenditura inter-dimensionale che Ford ha sigillato per evitare che cada nelle mani dei "suoi nemici" Inoltre Ford fa promettere a Dipper che lo avrebbe aiutato nel monitorare la fenditura e di non dire a nessuno ciò che Ford gli ha raccontato, neppure a Mabel.

## Un nuovo sindaco per Gravity Falls
Parola chiave: WORKINIT

### Trama
È morto il sindaco di Gravity Falls ed è giunta l'ora di eleggerne uno nuovo. Nonostante all'inizio sia riluttante all'idea, Stan si candida quando vede che l'unico a candidarsi all'inizio è Bud Gleeful: inizia quindi la campagna elettorale. Al contrario di Bud però, Stan non riscuote successo e Dipper e Mabel, con l'aiuto di un'invenzione di Ford, decidono di aiutarlo facendogli guadagnare velocemente popolarità e le sorti si ribaltano. Preoccupato, Bud parla quindi con il suo burattinaio: suo figlio Gideon, che aveva pensato di far diventare il padre sindaco affinché potesse uscire di prigione e schiacciare i Pines. Stanco però dell'insuccesso del padre, grazie al sortilegio presente su una pagina del Diario #2 che era riuscito a strappare prima di essere arrestato, Gideon si impossessa del corpo del padre ed inizia a controllarlo psichicamente.
Arriva il giorno del dibattito finale tra Stan, Bud ed il terzo candidato Tyler; dibattito nel quale verrà nominato sindaco chi riuscirà a far riempire di semi dai cittadini il proprio recipiente affinché un'aquila vada dal vincitore. In una discussione avvenuta prima del dibattito però, Dipper e Mabel rivelano al prozio che senza di loro e all'invenzione di Ford lui non sarebbe arrivato a questo punto e Stan, offendendosi, decide di sostenere il dibattito senza il loro aiuto. Lo scontro è un disastro: Stan, effettivamente incapace di convincere i cittadini a votarlo, perde drasticamente punti mentre Gideon, usando il suo carisma mediante il corpo del padre, guadagna terreno. Dipper e Mabel, insospettiti, si accorgono che Bud si sta effettivamente comportando come il figlio, ma vengono sentiti da Gideon, che li rinchiude nel monumento eretto in onore del vecchio sindaco assieme a molta dinamite. Il dibattito riprende e Stan continua a diventare sempre più impopolare, ma sente le grida di aiuto dei nipoti e corre a salvarli.
I cittadini quindi, vedendo la volontà di Stan di salvare i suoi nipoti, cominciano a gettare semi nel suo recipiente e Gideon costringe il padre a premere il detonatore per farli saltare in aria: i tre però escono appena in tempo da lì. Il dibattito è finito e l'aquila viene quindi liberata, la quale va da Stan dichiarandolo nuovo sindaco tra gli applausi dei cittadini e la rabbia di Gideon. I festeggiamenti durano poco però: Stan viene infatti squalificato per aver commesso troppi reati e viene eletto sindaco Tyler. Una volta a casa, Dipper e Mabel chiedono scusa al prozio.
Intanto Gideon, sconfitto, torna nella sua cella meditando vendetta e svela un pezzo di muro nascosto da un poster sul quale ha disegnato lo Zodiaco, ma ancora incompleto. Il ragazzino quindi ultima il simbolo e dice che "è pronto per fare un accordo"...

## Mabel e gli unicorni
Parola chiave: SCHMENDRICK

### Trama
Ford, una notte, ha un incubo nel quale viene visitato da Bill Cipher.
I due sembrano conoscersi e il demone triangolo avvisa Ford che grandi piani sono in atto e che prima o poi il varco si aprirà.
La mattina seguente, Fors chiama a sé Dipper e Mabel per informarli del pericolo. I gemelli però lo informano che conoscono già il demone e Ford, piuttosto sorpreso, li avverte però che sta diventando sempre più forte è che l'unico modo che hanno e proteggersi con uno scudo di natura magica: per attivarlo però hanno bisogno di crine di unicorno. 
Mabel, ossessionata con gli unicorni, decide di andare a cercarne uno con Candy, Grenda e Wendy armata del Diario #1. Ford intanto porta Dipper nei suoi alloggi sotterranei privati allo scopo di proteggere la mente del ragazzo dall'influenza di Bill. Le quattro ragazze intanto riescono a trovare un unicorno femmina di nome Celestabellebethabelle, che dice a Mabel che le donerà un po' del proprio crine solo se si rivelerà pura di cuore. Mabel, sicura, si fa "scansionare" il proprio cuore dall'unicorno, ma salta fuori che non è pura, cosa che stravolge le quattro ragazze.
Intanto, nel suo studio, Ford comincia a spiegare che Bill appartiene ad un'altra dimensione chiamata Regno degli Incubi e può interagire con gli umani ed avere poteri solo attraverso il Piano immateriale, ma può comunque usare passaggi e fratture dimensionali per passare da una dimensione all'altra. Spiega anche che per schermare la sua mente, si è applicato una particolare placca nel cervello e collega Dipper ad un macchinario, il "Project Mentem", che leggerà e cripterà i pensieri del ragazzino affinché Bill non possa più interagire con lui attraverso la sua mente, ma il processo ci metterà un po'.
Intanto Mabel, determinata a provare il contrario a Celestabellebethabelle, compie mille buone azioni, ma gli esiti non sono quelli sperati e ad una seconda scansione l'unicorno la addita non solo come impura, ma anche come una persona cattiva, cosa che fa correre via Mabel in lacrime. Wendy tuttavia prende da parte Candy e Grenda e confida a loro che qualcosa non la convince, ma necessitano quel crine e se non sono riusciti con le buone allora lo faranno alla "maniera di Wendy" prendendoselo con la forza. Le tre quindi raccattano della polvere fatata in un malfamato locale per gnomi e la stessa notte, all'insaputa di Mabel, le tre vanno da Celestabellebethabelle per usare la polvere e prenderle del crine, ma vengono sorprese da Mabel che prende dalle mani di Wendy le forbici che intendeva usare e dice alle sue amiche che quello che volevano fare è sbagliato. Celestabellebethabelle però si sveglia e vedendo Mabel con le forbici la accusa, ma viene interrotta da altri due unicorni che le chiedono se stesse ancora usando il vecchio trucco della purezza di cuore e rivelano che sia solo un trucco usato da loro per essere lasciati in pace. Celestabellebethabelle provoca spocchiosamente le ragazze, irritando Mabel e scatenando una rissa fra le quattro ragazze ed i tre unicorni.
Intanto Dipper, stufo di aspettare il completamento del processo, si chiede quali siano i segreti di Ford e perché il prozio conosca così bene Bill, e quindi mentre dorme utilizza la macchina su di lui per scoprire con orrore che nella sua testa ci sono molti ricordi di un giovane Ford e Bill assieme, tra cui uno nel quale loro due stringono un accordo chiamandosi "soci". Ford si sveglia e, con le lenti degli occhiali illuminate da una luce giallastra, dice a Dipper che non avrebbe dovuto farlo; lancia quindi il casco del macchinario a terra, scoprendo involontariamente i mobili e le pareti dello studio, rivelando numerosi idoli ed effigi di Bill. Dipper quindi afferra lo squarcio dimensionale e indietreggia e, mentre Ford avanza verso di lui dicendogli di fidarsi e di dargli lo squarcio, Dipper prende anche la pistola cancella-memoria e la punta verso il prozio, sparandogli alla cieca: il colpo rimbalza sugli occhiali di Ford e poi per tutta la stanza, finché non colpisce il terminale per la scansione dei pensieri, rompendolo. Ford quindi prende Dipper e gli dice di calmarsi: le lenti tornano trasparenti e gli occhi di Ford sono normali, quindi non c'è alcun pericolo.
Ford si scusa con Dipper e gli racconta di come da giovane abbia incontrato Bill durante le sue ricerche, di come lo abbia ingannato convincendolo a costruire il Portale universale, dicendo che sarebbe servito a dargli tutto il sapere che voleva, e di come McGucket, finendo per sbaglio nel Portale durante un test, gli abbia fatto scoprire i veri scopi di Bill: il demone intende giungere nella nostra dimensione per portare scompiglio. Ford, dopo l'accaduto, decise quindi di spegnere il Portale e separare le informazioni per costruirlo e attivarlo nei tre Diari cosicché nessun altro potesse fare i suoi stessi errori. Aggiunge anche che nonostante questo, se Bill riuscisse a mettere le proprie mani sullo squarcio dimensionale sarebbe la fine.
I due tornano di sopra promettendosi a vicenda che ce la metteranno tutta per fermare Bill, raggiunti poco dopo da Mabel, Candy, Grenda e Wendy, piuttosto malconce, ma con una ciocca di crine di unicorno ed un forziere ricolmo dei loro gioielli, quest'ultimo preso immediatamente da Stan. Con il crine, Ford e Dipper riescono a creare la barriera anti-Bill attorno al Regno del Mistero; il demone però li sta osservando dalRegno degli Incubi , e capendo di non potersi più infiltrare nella casa, decide di cercare la "prossima vittima all'esterno"

## Attrazione "stradale"
Parola chiave: DOPPER

### Trama
Stan chiama a raccolta Dipper, Mabel, Soos, Grenda e Candy, dicendo loro di andare con lui in tutte le altre trappole per turisti presenti nell'Oregon per vendicarsi degli scherzi che gli altri gestori gli fanno ogni anno. Intanto, durante i preparativi, Mabel e Soos scoprono una scatola nella quale Dipper ha segretamente tenuto delle foto di Wendy e capiscono che non ha ancora superato del tutto la cotta per la ragazza. Mabel e Soos quindi convincono Dipper a guardare avanti dicendo che durante il loro viaggio potrebbe trovare qualche altra ragazza interessante e superare la situazione. La loro prima fermata è quella del Gomitolo di Nonna Sweetkin (Granny Sweetkin's Yarnball), dove i turisti possono ammirare il gomitolo di lana più grande al mondo. Lì Dipper prova a parlare con una ragazza, ma data la sua scarsa fiducia in sé stesso la ragazza se ne va. Dipper va allora a chiedere consigli a Stan, che gli dice proprio di mostrarsi sicuri di sé e che alle ragazze piace l'umorismo, per poi sbrogliare il gomitolo e filarsela.
La loro seconda tappa è la Città Sottosopra (the Upside-down Town) dove, grazie a delle particolari scarpe con suola in velcro, i turisti possono entrare in questa casa e camminare sul soffitto. Usando i consigli di Stan, Dipper riesce a relazionarsi con Emma Sue, una ragazzina in gita coi suoi genitori lì, facendo colpo e riuscendo ad ottenere l'indirizzo di posta elettronica della ragazza. Dipper quindi comincia ad acquistare fiducia in sé stesso. Anche Mabel, Grenda e Candy si complimentano con lui e Candy comincia a provare qualcosa per il ragazzo. Intanto Stan e Soos rovinano l'attrazione rimettendola dritta per poi scappare.
La loro terza e quarta fermata sono il Mondo Ceppo (Log World), un'attrazione completamente fatta in legno che Stan sabota liberando dei castori, ed il Dedalo di Mais (the Corn Maze), distrutto da Stan liberando uno sciame di calandra del mais. In entrambi i luoghi Dipper riesce con successo a parlare con altre ragazze ed ottenere i loro contatti. Intanto, durante la loro "gita" al Dedalo di Mais, Soos rimane intrappolato nel labirinto ed è lasciato indietro nella fretta.
Quella sera, Stan è orgoglioso di come Dipper sia riuscito a superare i suoi timori iniziali e gli racconta di qualche esperienza della sua gioventù, ma Dipper si chiede se comunque quello che stesse facendo fosse giusto, dato che quello che vuole è semplicemente superare la cotta per Wendy e non dare false speranze ad altre ragazze. Intanto, attorno al fuoco, Mabel, Grenda e Candy giocano a "Obbligo o verità" e Candy rivela che ha effettivamente una cotta per Dipper: Mabel quindi decide di organizzare un piano, affinché Candy e Dipper si ritrovino da soli.
La loro prossima (ed ultima) tappa è il Monte del Mistero (the Mystery Mountain) e durante il tragitto, Mabel e Grenda riescono a far rimanere Candy con Dipper e a far sì che la ragazza chieda un appuntamento con lui, al quale Dipper, per non ferire i sentimenti di Candy, accetta.
Dipper però è indeciso e chiede ancora a Stan, che convince il nipote che i suoi metodi funzionano provandoci con Darlene, l'addetta al botteghino, e con la quale Stan riesce ad ottenere un appuntamento al Picco della Vedova (the Widow's Peak). Dipper e Candy quindi vanno alla Città delle Mummie (Mummy Town, U.S.A.) e Candy comincia a fare delle avance a Dipper mettendolo in difficoltà. In quel momento le ragazze che Dipper aveva conosciuto nelle altre trappole per turisti appaiono e cominciano a pressarlo chiedendogli cosa stesse succedendo e chi ritenesse la più carina tra loro. Dipper, sotto pressione, confessa la verità, rivelando che nessuna di loro gli interessa veramente e che stava cercando solo di imparare a parlare con le ragazze: le ragazzine, compresa Candy, se ne vanno offese.
Intanto, al Picco della Vedova, Darlene rivela a Stan che lei è una donna-ragno e lo intrappola in una ragnatela per potersi poi cibare di lui. Stan riesce comunque a chiedere aiuto via radio ai ragazzi, che lo salvano scappando sulla funivia, mentre Darlene se n'è andata un attimo. Sfortunatamente per loro quella funivia è la più lenta al mondo e Darlene riesce a raggiungerli e li imbozzola. Candy però riesce a far precipitare la loro cabina schiacciando Darlene, che si ritrasforma in umana in un ultimo disperato tentativo di ingannare Stan, fallendo.
Il gruppetto se ne va e Dipper e Stan hanno un tu per tu riguardo alle ragazze, mostrando l'uno all'altro la reciproca totale incompetenza. Dipper si scusa anche con Candy, che comunque gli rivela che anche lei ha superato la cotta nei suoi confronti. Tornati al Regno del Mistero scoprono che il locale è stato devastato dai proprietari delle altre attrazioni, ma comunque incaricano Soos di pulire per poi accorgersi che non è con loro.

## Il compleanno di Mabel e Dipper
Parola chiave: BLUEBOOK

### Trama
Manca una settimana al compleanno di Dipper e Mabel, e la ragazza comincia i preparativi per una grande festa, anche se Stan vieta ai nipoti di tenere un'altra festa al regno del Mistero dopo gli avvenimenti di "Il karaoke della paura". Su consiglio di Soos, i due gemelli decidono quindi di organizzare la festa nella palestra del liceo di Gravity Falls, ma Dipper viene chiamato da Ford dicendo che la sua faccia sta andando a fuoco. Dipper va dal prozio e scopre che sta bene: era solo un pretesto per chiamare Dipper e Ford rivela al nipote che il contenitore della frattura inter-dimensionale si sta lentamente danneggiando, e che se si rompesse definitivamente allora Bill potrebbe sfruttare la frattura per i propri scopi scatenando l'Oscurmageddon (in originale il "Weirdmageddon"). Dipper esita ad andare col prozio, ma Mabel gli dice che va tutto bene e che possono rimanere in contatto mediante delle ricetrasmittenti. Dipper quindi si prepara in fretta e raggiunge il prozio, che si dirige verso la radura appena fuori dalla città e gli racconta il suo piano per riparare il contenitore.
Mabel intanto è arrivata al liceo e vi trova gli studenti in procinto di iscriversi tra cui Wendy che, irritata, fa credere a Mabel che il liceo sia un posto buio e bieco e che farebbe meglio a non crescere se potesse. Mabel, che credeva che il liceo fosse un posto allegro e pieno di canzoni come nei musical che vede in TV, esce dalla palestra depressa e cerca di contattare Dipper, ma c'è troppa interferenza ed i due non riescono a parlarsi, così Soos dice a Mabel di andare dalle sue amiche per tirarsi un po' su di morale e dare loro gli inviti. Intanto Dipper e Ford raggiungono la radura e Ford, parlando dei "Dirupi fluttuanti" di Gravity Falls e della loro forma e conformazione non naturale, fa capire a Dipper che sono il risultato dello schianto di un'astronave extraterrestre ora sepolta sotto la collina avvenuto milioni di anni fa, astronave dalla quale Ford ha prelevato i pezzi per il Portale Universale. Ford quindi apre il portello della navicella ed entra assicurando Dipper che tutte le forme di vita aliena siano morte, forse. Ford quindi dice a Dipper di dover cercare un potentissimo adesivo alieno, forse l'unica sostanza talmente resistente da poter sigillare la frattura, e consegna al nipote una pistola magnetica, con la quale i due dovranno muoversi sulle intricate strutture metalliche della navicella (cosa che Ford riesce a fare agilmente).
Mabel ha raggiunto Candy e Grenda e dà loro gli inviti per la festa ma, purtroppo per Mabel, Grenda starà in vacanza dal baronetto Marius von Fundshauser e Candy deve partire per un campo vacanze a tema musicale, e quindi nessuna delle due ragazze potrà essere presente per il compleanno dei gemelli. Le tre quindi si abbracciano e Mabel se ne va, cercando di contattare nuovamente Dipper, ma il fratello non risponde. Cercando l'adesivo, Ford propone a Dipper di restare a Gravity Falls invece di tornare a casa così da diventare suo apprendista a tutti gli effetti; Dipper però non sa cosa fare, poiché accettare l'offerta significherebbe non tornare a casa con Mabel. Intanto i due trovano l'adesivo, ma due droni di sicurezza intercettano il duo: Ford neutralizza subito uno dei due e dice a Dipper che qualsiasi cosa accada, i droni reagiscono solo se percepiscono alti livelli di adrenalina nell'organismo e deve quindi rimanere calmo. Dipper però non riesce a controllarsi e il drone attacca, catturando Ford e portandolo su di una seconda navicella che lo porterà in un luogo lontano nello spazio situato nel (fittizio) sistema planetario di Megrez, e dal quale non potrà scappare. Dipper, vedendo il prozio in pericolo, si fa coraggio e riesce a far precipitare la navicella mettendo però fuorigioco Ford.
Da solo, Dipper affronta nuovamente il drone di sicurezza, ma siccome questa volta il ragazzino si dimostra impavido e determinato, il drone non rileva alcuna minaccia e si disattiva. Ford nel frattempo si è ripreso e si congratula col nipote. Intanto al Regno del Mistero, Stan cerca di consolare Mabel e le ricorda che anche se le cose vanno male avrà sempre Dipper al suo fianco. Poco dopo però la ricetrasmittente si riattiva e Mabel sente il fratello accettare l'offerta di Ford e rimanere a Gravity Falls. Una volta tornato, Dipper va da Mabel per darle la notizia, ma la ragazzina sa già tutto e cerca di convincere il fratello di tornare a casa con lei. Dipper però è sicuro della sua decisione e Mabel prende lo zaino e scappa via nella foresta. Una volta fuori, Mabel scopre di aver preso lo zaino del fratello e desidera che l'estate possa durare per sempre. In quel momento appare Blendin, che dice alla ragazza che sarebbe possibile farlo creando una bolla temporale che blocchi lo scorrere del tempo, ma che per realizzarla necessita di una "cianfrusaglia" che appartiene a Ford: la frattura inter-dimensionale.
Dipper nel frattempo è andato da Ford per sigillare definitivamente la frattura, ma comincia ad avere dei ripensamenti. Ford gli dice che deve solo parlare ancora con Mabel ed esorta il nipote a finire ciò che avevano iniziato. Con molta sorpresa, Dipper scopre che lo zaino che ha in mano è quello di Mabel, e che la sorella ha preso il suo per sbaglio: ma Mabel, trovando nello zaino di Dipper la "cianfrusaglia" che serve a Blendin, gliela consegna. Blendin quindi la scaraventa a terra, liberando la frattura e rivelando che in realtà era stato posseduto da Bill, il quale ora può scatenare l'Oscurmageddon nel mondo reale. Bill quindi fa svenire Mabel e comincia il processo di collegamento col Regno degli Incubi.
Dipper e Ford, avendo intuito subito la gravità della situazione, corrono fuori a cercare Mabel, ma è troppo tardi e trovano Bill in procinto di iniziare l'Oscurmageddon.

## Oscurmageddon
Parola chiave: CILLBIPHER

### Trama
Bill ce l'ha fatta: è finalmente riuscito ad entrare nel nostro mondo e si appresta a dominarlo. Il suo corpo ottiene finalmente una forma fisica e, mentre Blendin torna nel suo tempo per avvertire il Bebè del Tempo e lo Squadrone di Rinforzo Anti-Paradossi Temporali, imprigiona Mabel in una bolla rosa. Bill quindi scende dalla frattura e si presenta ai cittadini di Gravity Falls come loro nuovo signore e padrone, presentando inoltre i suoi amici demoni dal Regno degli Incubi. Mentre la popolazione fugge in preda al terrore dopo le presentazioni, Bill chiama a sé il suo castello personale, la Pauramide ("Fearamid" nell'originale), evoca uno sciame di bolle di follia e scatena uno stormo di Occhi Alati che cominciano a pietrificare le persone e a portarle nel castello, dando a tutti il benvenuto nell'Oscurmageddon.
Intanto Dipper e Ford osservano tutto in lontananza e mentre Ford spiega al nipote cosa stesse succedendo, il ragazzo cerca di raggiungere la sorella mediante la ricetrasmittente, invano. I tentativi di Dipper vengono interrotti quando una "stranonda" (ovvero una vera e propria onda di stranezza) rischia di investirli e si rifugiano quindi nel Regno del Mistero protetti dal campo anti-Bill. L'onda però avanza e trasforma tutto ciò che incontra in città e Gompers, diventato enorme a causa di ciò, rompe un muro della prigione permettendo a Gideon e i suoi compagni galeotti di evadere. Dipper e Ford intanto si sono riorganizzati e sono saliti sul campanile della chiesa di Gravity Falls, dove Ford conta di sconfiggere Bill con un solo colpo dell'esperimento 618: il destabilizzatore quantistico, in grado di riportare Bill alla sua dimensione originaria. Hanno solo un colpo a disposizione e Ford prende accuratamente la mira, ma proprio quando sta per premere il grilletto, la stranonda anima la campana di vita propria che si mette a rintoccare falsando la mira di Ford e facendo sì che il colpo prenda Bill solo di striscio.
Bill, rimarginato il danno, emette un colpo distruttivo diretto proprio verso il campanile e Ford, ferito, fa scappare Dipper dicendogli che c'è un altro modo per battere Bill e gli consegna i tre Diari. Bill quindi cattura Ford, dapprima deridendolo e poi proponendogli di unirsi a loro siccome anche lui è un "bizzarro scherzo della natura", ma Ford gli risponde che preferirebbe morire piuttosto che unirsi a lui e viene quindi trasformato in una statua d'oro che Bill usa come grattaschiena. Dipper, vedendo ciò, affronta Bill, che lo schernisce chiedendogli cosa può fare per sconfiggerlo con un colpo solo, al che Dipper va nel panico e balza verso il demone per tirargli un pugno, ma viene scaraventato via. Il ragazzo perde inoltre i tre Diari, che vengono bruciati coi suoi poteri pirocinetici da Bill di fronte agli occhi di Dipper e - mostrandogli Ford pietrificato - lo demoralizza asserendo anche che nel suo mondo non c'è posto per gli eroi. Inoltre Bill dice a due dei suoi compari che possono mangiare Dipper, che fugge nel bosco.
Tre giorni dopo Gravity Falls è una landa desolata, un luogo martoriato e devastato. In un disperato tentativo mentre continua a fuggire da Bill, Dipper va a cercare qualche sopravvissuto al centro commerciale dove trova Wendy, che libera il ragazzo da una delle sue trappole e gli racconta di come l'allenamento per l'apocalisse che il padre gli ha fatto fare coi fratelli al posto delle festività natalizie si sia rivelato ironicamente utile. I due, assieme a Toby il Mastino (che ha cambiato look e ha deciso di farsi chiamare "T l'Indomito"), parlano di ciò che è successo in questi tre giorni, e intuendo la posizione di Mabel si organizzano quindi per andare a salvarla. Intanto lo Squadrone Anti-Paradossi, capitanata dal Bebè del Tempo, fa irruzione nella Pauramide ed intimano l'ultimatum a Bill, ma questo molecolarizza l'intero Squadrone (con l'eccezione di Blendin, che si è nascosto in tempo e poi si teletrasporta via) con un sol colpo di energia.
Dipper, Wendy e Toby mettono in atto il loro piano per salvare Mabel, ma vengono intercettati e catturati da Gideon e gli evasi, che narcotizzano Toby e rivelano a Dipper e Wendy che Gideon era d'accordo con Bill, e che è stato nominato "sceriffo" della cittadina. Gideon quindi cerca di catturare i due, ma Wendy riesce a liberare lei e Dipper, prendere una macchina e rubare la chiave per la bolla, fuggendo con Dipper verso la prigione di Mabel. Gideon e gli evasi quindi inseguono i due, che sono costretti ad attraversare le bolle di follia che Bill ha scatenato per la città mentre le due macchine si dirigono verso il precipizio prima della bolla. Gideon cerca quindi di colpire la macchina di Wendy e mandarla fuoripista, ma la ragazza evita l'attacco e salta il burrone, la macchina però si cappotta e Dipper e Wendy ne escono piuttosto malconci.
I due vengono però soccorsi da Soos, diventato un tuttofare errante che aiutava chiunque ne avesse bisogno. Il trio viene comunque raggiunto da Gideon e gli evasi, che li circondano mentre Gideon richiama a sé uno stormo di Occhi Alati per catturare Dipper, Wendy e Soos, asserendo che Mabel sia sua. Dipper quindi cerca di far ragionare Gideon, dicendogli che Mabel non lo ha mai amato, e che Gideon non se n'è mai accorto, cercando di costringere la ragazza ad amarlo nonostante tutto, ma che comunque può sforzarsi di diventare qualcuno che possa essere amato. Dipper gli dice inoltre che se lui gli lasciasse salvare Mabel potrebbe riscattarsi per quello che le ha fatto e guadagnare del rispetto da lei.
Gideon capisce che Dipper ha ragione e lo lascia andare, facendogli promettere che dirà alla sorella che lo ha aiutato, quindi, assieme ai galeotti, si dirige verso lo stormo di Occhi per fungere da diversivo. Dipper, Wendy e Soos intanto arrivano davanti alla bolla e la sbloccano grazie alla chiave: Dipper avvisa Wendy e Soos che non sa cosa li attende una volta entrati e li esorta a fare la massima attenzione una volta dentro. I tre quindi varcano il confine.

## Oscurmageddon 2: Fuga dalla realtà
Parola chiave: DIPPYFRESH

### Trama
Bill, dato che hanno ottenuto il pieno controllo su Gravity Falls, annuncia ai suoi compari che finalmente possono portare la follia e la devastazione dell'Oscurmageddon su scala mondiale e li manda perciò ai quattro angoli del pianeta per metterlo a soqquadro. Quando però comincia già a pregustare la vittoria scopre che attorno a Gravity Falls è presente un misterioso campo di forza che impedisce a lui ed agli altri demoni di uscire dal perimetro dalla cittadina, andando su tutte le furie.
Intanto Dipper, Wendy e Soos sono riusciti ad entrare nella bolla-prigione di Mabel per liberarla, e si ritrovano in un mondo quasi magico ed irreale, venendo "costretti" da Xyler e Craz a fare un giro turistico. I tre si fanno dire dov'è Mabel ma, andando a liberarla, scoprono che effettivamente è stata lei a creare Mabelandia e che ne è il sindaco. Inoltre, siccome Dipper ha deciso di rimanere con Ford, lei non vuole più andarsene da lì, poiché ogni cosa che si desidera si avvera. Nonostante Dipper, Soos e Wendy cerchino di farle cambiare idea, Mabel utilizza i poteri che ha nella bolla per convincere i tre a rimanere facendo apparire i loro desideri (Wendy reincontra i suoi amici sani e salvi, andando con loro a far baldoria su di un monster truck mentre Soos finalmente incontra suo padre), ma Dipper, grazie alla determinazione da poco trovata grazie all'apprendistato di Ford, non cade nel trucchetto della sorella e se ne va.
Nel mentre, nella Pauramide, Bill è su tutte le furie poiché non riescono ad andarsene da quella "stupida cittadina di provincia" nonostante avessero ottenuto un potere illimitato, ma si rende conto che se c'è qualcuno che può far cadere quella barriera è Ford. Bill viene inoltre informato che Gideon si è ribellato a lui e che ha lasciato entrare Dipper nella bolla di Mabel, cosa che interessa Bill, poiché dice che quella bolla sia la trappola più diabolica che lui abbia mai creato e che servirebbe una volontà di titanio per non cadere nelle sue tentazioni; ammette inoltre che in seguito a ciò le cose si siano fatte "più interessanti".
Nella bolla, Dipper sta pensando al comportamento di Mabel ed a come uscire da lì. Viene raggiunto da Wendy, che asserisce di essersi stufata anche lei di quel mondo e delle sue trappole, dicendo a Dipper di non preoccuparsi, dato che riesce sempre a trovare un modo per risolvere la situazione. Wendy quindi elogia le capacità di Dipper aggiungendo che, se fossero della stessa età, lui sarebbe il ragazzo perfetto per lei e che potrebbero mettersi assieme, arrivando anche alla conclusione che data la natura di quel mondo Dipper può desiderare di crescere. Dipper, ad un primo momento estasiato, capisce che quella non può essere la vera Wendy e la vera natura della bolla si rivela: mentre la finta Wendy si scompone in insetti e scompare, un albero di peluche rimprovera Dipper per il suo comportamento ed i pupazzi sui rami lo avvertono che sarà sempre tenuto d'occhio.
Dipper, in preda al disgusto e al panico, realizza quanto malato e contorto sia in realtà quel mondo e dice tra sé e sé che devono tornare al mondo reale, e in fretta. Dipper però, nel dire ciò, viene arrestato per avere infranto l'unica regola presente a Mabelandia: nominare il mondo reale, pena l'esilio. Mabel impedisce alle guardie di bandire Dipper dalla città, ma, siccome ha infranto comunque la legge, verrà aperto un caso giudiziario, nel quale, se Dipper vincerà, Mabel ritornerà con lui nel mondo reale, altrimenti il ragazzino verrà bandito per sempre da Mabelandia.
Il processo comincia e gli avvocati di Mabel, ovvero Xyler e Craz, presentano delle prove convincenti che il mondo reale sia un posto triste e dannoso, nel quale le uniche cose che succedono sono disgrazie in continuazione (prendendo dall'album dei ricordi di Mabel e mostrando come prova il giorno della foto dell'album scolastico del secondo anno delle elementari, nel quale una bambina mise la sua gomma da masticare nei capelli di Mabel, rovinandole così la foto; ed il giorno di San Valentino della quarta elementare, durante il quale Dipper venne deriso da tutti i suoi compagni per non aver ricevuto neanche un biglietto di San Valentino). Dipper risponde che sono cose passate, ma Xyler e Craz ricordano al ragazzino che nulla è cambiato da allora, e che anche adesso la sua vita è piena di sofferenza a causa di cuori spezzati, disastri continui e promesse non mantenute.
Mabel quindi sta già assaporando la vittoria ed il caso sembra essere chiuso quando Dipper, per esporre i suoi argomenti, interviene per rispondere all'accusa chiamando come testimone proprio Mabel. Dipper si scusa con la sorella aggiungendo che la conosce fin troppo bene, e che sa che anche se non lo dimostra anche lei in realtà non vorrebbe stare lì. Mabel però nega l'evidenza e decide di non ascoltare il fratello, che però continua l'arringa e dice fermamente che il suo comportamento è dato dalla paura che lei ha del suo futuro, perché è spaventata dal dover crescere e dover abbandonare la sua fanciullezza, e che preferisce non affrontare la realtà e rifugiarsi in un mondo tutto suo piuttosto che cercare una soluzione assieme a chi le sta vicino e le può dare conforto come dovrebbe fare. Dipper a questo punto prende anche lui l'album di Mabel e le ricorda che già lo hanno fatto (Il giorno di quella foto, per "soffrire" assieme alla sorella, Dipper si è rasato parte della testa per la foto dell'album scolastico così da tirare su il morale della sorella; così come Mabel, quel San Valentino, fece lei stessa con tutti i biglietti che le erano arrivati un biglietto per il fratello riuscendo a rincuorarlo) e che continueranno a farlo: Dipper infatti non ha intenzione di continuare l'apprendistato con Ford e ha deciso di tornare a casa con la sorella. Di fronte a questo Mabel capisce di essere stata un'illusa e perdona il fratello scambiandosi uno dei loro soliti e fraterni "abbracci imbarazzati".
Dopo l'abbraccio Mabel perde tutti i poteri che aveva su Mabelandia, che rivela quindi il suo lato distorto. Dipper, Mabel, Wendy e Soos, inseguiti da tutti gli abitanti (fatta eccezione di Xyler e Craz, che sembrano non essere influenzati dall'essenza malvagia di quel luogo), montano a cavallo di Dondolo e scappano dalla bolla facendola scoppiare. Una volta fuori, Mabel si accorge del caos che sta succedendo nella cittadina e i quattro decidono di rintanarsi nel Regno del Mistero. Arrivati, con molto stupore, trovano Stan a capo di un manipolo di creature e cittadini di Gravity falls, rifugiatisi anche loro nel Regno del Mistero.
Durante i titoli di coda si vedono Xyler e Craz, che sono misteriosamente sopravvissuti alla distruzione di Mabelandia venendo catapultati nel mondo reale. Rimanendo nella distanza, si siedono su una panchina a riflettere su come ora siano diventati reali, con Xyler che cita e pondera sulle teorie sull'esistenza di Jean-Paul Sartre.

## Oscurmageddon 3: Riprendiamoci Gravity Falls

### Trama
Nota - Data la lunghezza dell'episodio (45-50 minuti, senza le interruzioni pubblicitarie), esso è stato diviso in due sezioni per le successive messe in onda. I titoli delle due sezioni sono riportati di seguito.

#### Parte 1 - Oscurmageddon 3: "Riprendiamoci Gravity Falls"
Parola chiave: SHACKTRON
Dipper, Mabel, Wendy e Soos, andando a rifugiarsi nel Regno del Mistero, lo trovano occupato da un gruppo di persone e creature varie sfuggite all'Oscurmageddon con a capo Stan. I gemelli sono felici di trovare il loro prozio al sicuro, ma la felicità dura poco, quando Stan mostra loro le condizioni nelle quali versano i rifugiati, tra più o meno gravemente feriti e contusi.
Stan racconta anche come il Regno del Mistero sia rimasto l'unico luogo sicuro a Gravity Falls grazie alla barriera magica di crine d'unicorno, perfettamente funzionante contro ogni forma di stranezza mandata da Bill, e dice ai nipoti che il suo piano è di rimanere rintanati lì fino all'esaurimento delle scorte, dopodiché procederanno a mangiare gli gnomi. Dipper informa inoltre Stan che suo fratello è stato catturato e che dovrebbero andare a salvarlo, Stan però crede che Ford abbia avuto quello che si merita. Inavvertitamente quindi, Stan accende la TV, dove viene mandato in onda un servizio nel quale Shandra Jimenez rivela il fato degli abitanti catturati, prima di essere tramutata anche lei in pietra. Alla vista dei loro cari, tutti si demoralizzano, ma Dipper e Mabel prontamente risollevano il morale del gruppo, dicendo che scappare è proprio quello che Bill vuole e che Ford sa quale sia la debolezza del demone, proponendo loro di unire le forze e salvare Ford e l'Universo intero. Stan ricorda però che l'unico luogo sicuro è il Regno del Mistero e che "non possono portare il Regno del Mistero da Bill", affermazione che dà a McGucket (che ha recuperato molto del suo senno) un'idea.
Intanto, nella Pauramide, Ford viene depietrificato e si ritrova in una specie di suite e Bill (entrando in scena poco dopo cantando le note di "We'll Meet Again") lo saluta, dandogli il benvenuto. Ford capisce che se è lui è ancora vivo vuol dire che Bill vuole qualcosa da lui, Bill quindi gli spiega che, nonostante ora egli possa controllare la materia e lo spazio-tempo stesso, non può scappare da Gravity Falls a causa di una forza che Ford ha studiato e chiamato "Legge del magnetismo naturale di Gravity Falls", che impedisce a qualsiasi creatura non normale di uscire dal perimetro della cittadina e nullificabile mediante un'equazione. Bill chiede a Ford di far crollare la barriera così che possa "liberare" (distruggere) la loro dimensione, ma Ford rifiuta, anche quando Bill gli offre il potere illimitato, additando il demone come "fuori di testa". Bill decide dunque di entrare forzatamente nella psiche di Ford per trovare quell'equazione, ma Ford gli ricorda che siccome la sua mente è protetta, non può entrarvi se non mediante la stipulazione di un patto. Bill quindi incatena Ford e comincia a torturarlo per costringerlo a vuotare il sacco.
Al Regno del Mistero, McGucket mostra agli altri il progetto per un robot gigante, alla costruzione del quale danno una mano tutti i rifugiati eccetto Stan, pessimista come al solito. La sera, a costruzione finita, il gruppo si raduna attorno al fuoco e Mabel comincia a pensare seriamente che abbiano una possibilità tangibile di sconfiggere Bill. Attorno al fuoco però manca Stan, che borbotta con Shmebulock riguardo a quanto il piano sia più simile ad una missione suicida, ma viene raggiunto da Dipper e Mabel che non capiscono cosa abbia Stan: Stan dice ai nipoti che pensa che il piano sarà un fallimento e che non vuole salvare Ford dato che ancora non lo ha ringraziato per averlo fatto tornare nel mondo reale, e che nonostante sia stata colpa sua ad aver spianato la strada a Bill viene comunque considerato un eroe. Dipper tiene testa al prozio dicendogli che Ford viene considerato un "eroe" perché a differenza di Stan non si è nascosto e ha affrontato di petto la situazione, ma Stan controbatte che se invece si fosse fatto i fatti suoi adesso sarebbe al sicuro. Mabel quindi interrompe la discussione, dicendo loro che il piano funzionerà.
L'indomani tutti si radunano dentro il Regno del Mistero: il piano viene messo in atto ed il robot si alza in piedi. Il macchinario viene quindi guidato verso la Pauramide, nella quale Ford è stato torturato tutta la notte e continua ad esserlo tuttora. Un braccio del robot sfonda la parete della Pauramide e Soos (battezzando il robot "Shack-tron") dichiara l'ultimatum a Bill. Bill però ritiene che la loro resistenza sia adorabile e ordina ai suoi sottoposti di distruggerli, con Stan che aggiunge che quella fosse stata una cattiva idea.
Lo scontro inizia e tutti i membri a bordo dello Shack-tron sono preparati e perfettamente sincronizzati, riuscendo a sopraffare facilmente e velocemente i demoni. Da dentro la Pauramide, Ford si congratula coi nipoti, mentre Bill guarda la disfatta irritato, ma il demone si accorge che la debolezza che stava cercando per costringere Ford a far cadere la barriera sono proprio Dipper e Mabel, così ripietrifica Ford e scende lui stesso in campo colpendo lo Shack-tron con un pugno gigante solo per rendersi conto che la barriera di crine di unicorno rende il robot invincibile ai suoi attacchi. Bill va su tutte le furie, colpendo ripetutamente il robot con tutte le sue forze, ma invano, mentre Grenda (che comanda il braccio del robot attaccato alla testa di tirannosauro) strappa via l'occhio di Bill con le fauci del dinosauro, distraendo il demone e permettendo a Dipper, Mabel, Wendy, Soos, Blubs, Stan, Pacifica e McGucket di spararsi nella Pauramide e soccorrere Ford.
All'interno, Mabel trova Ford in forma di statua dorata, ma il gruppo non sa come depietrificare lui e gli altri cittadini. Gli viene in aiuto Gideon che, intrappolato da Bill e da lui costretto a ballare in maniera tenera per sempre, dice ai gemelli di rimuovere dal trono il sindaco Tyler, elemento portante dell'intera struttura. Dipper quindi lo libera, depietrificando tutti i cittadini e lo stesso Ford. Mentre Pacifica si ritrova coi genitori e lo sceriffo Blubs col sovrintendente Durland, inoltre Ford e McGucket si reincontrano dopo qualche decennio, chiedendosi scusa a vicenda e riappacificandosi. Anche Stan (tagliando corto) saluta burberamente il fratello. I gemelli quindi chiedono a Ford quale sia la debolezza di Bill, domanda alla quale Ford si mette i suoi guanti e chiede qualcosa per disegnare ottenendo una bomboletta spray.
Ford comincia quindi a disegnare sul pavimento una sorta di antico disegno, e dopo averlo completato ne spiega la storia: quel cerchio apparentemente senza senso è in realtà una profezia arcaica, tramandata di cultura in cultura a partire dai primi abitanti delle terre di Gravity Falls affinché prima o poi potesse realizzarsi e permettere la definitiva sconfitta di Bill. La profezia è chiamata "Zodiaco" e per far sì che si avveri servono dieci particolari persone, ognuna rappresentata da un simbolo e tutte presenti lì. Ford quindi dà ai dieci prescelti le direttive su dove collocarsi nella Ruota (vedi Personaggi di Gravity Falls), mentre dice agli altri cittadini di andarsene poiché potrebbe diventare molto pericoloso. Intanto Bill le sta prendendo di santa ragione dallo Shack-tron, ma si accorge presto che le gambe del robot non sono protette dalla barriera di crine, strappandone via una dal mecha ed usandola per contrattaccare.
Intanto, nella Pauramide, lo Zodiaco è quasi completato ed i nove prescelti già posizionati si danno la mano, venendo avvolti da un'aura di energia e avvolgendo la Pauramide in un turbine di nuvole nere. Ford quindi si accorge che l'unica persona a mancare è proprio Stan, che accetta di completare la Ruota solo se Ford lo ringrazierà di averlo salvato da trent'anni di vagare tra le dimensioni. Ford lo ringrazia e Stan si unisce agli altri senza smettere di criticarlo, ma quando Ford corregge la grammatica del fratello, Stan lo assale interrompendo l'anello e costringendo Mabel e Dipper ad intervenire.
La lite viene però interrotta da Bill, che avendo sconfitto lo Shack-tron consiglia sarcasticamente ai dieci di tenersi per mano altrimenti lo Zodiaco non funzionerà.

#### Parte 2 - Oscurmageddon Parte 4: "Da qualche parte nei boschi"
Parola chiave: AXOLOTL
Tornato alla Pauramide, Bill ride degli inutili sforzi che Ford ha compiuto. Inoltre li ringrazia, dato che hanno portato da lui tutte e dieci le uniche persone che potevano fermarlo e salvare il pianeta, dando fuoco al disegno dello Zodiaco fatto sul terreno.
I dieci però asseriscono che non hanno paura di lui e si preparano a combattere, ma Bill li rimbecca ricordando loro che dovrebbero; il demone schiocca quindi le dita e intrappola tutti tranne i Pines in alcuni stendardi, che appende poi al soffitto della Pauramide come "decorazioni". Bill quindi mette in una gabbia Dipper e Mabel e cattura Stan e Ford, dicendo a quest'ultimo che lascerà andare i suoi nipotini se gli darà l'equazione per far cadere la barriera. Dipper e Mabel dicono al prozio di non farlo e vengono ammutoliti da un seccato Bill, che si avvicina alla loro gabbia. Mentre il demone parla ai due gemelli, Mabel prontamente spruzza nell'occhio di Bill della vernice spray accecandolo momentaneamente e così facendo riesce a distrarre il demone, liberando Stan e Ford e permettendo a Dipper di ingrandire la gabbia grazie alla torcia con cristallo modifica taglia per uscirne. Dipper e Mabel quindi dicono agli zii di scappare e trovare un modo per battere Bill, mentre loro due lo distraggono ulteriormente e gli consigliano di non preoccuparsi; i due quindi corrono per i corridoi della Pauramide. Stan e Ford però esitano e vengono ricatturati da Bill, che assume una forma mostruosa e insegue i due ragazzini minacciando di disassemblare le loro molecole quando li prenderà. I due ragazzini però riescono agilmente a tenere le distanze col demone grazie al rampino di Mabel e alla torcia con cristallo modifica taglia di Dipper.
Intanto Stan si sente in colpa per quello che poco prima ha provocato, biasimando sé stesso solo per non essere riuscito a stringere la mano a Ford e per essere un buono a nulla, come gli diceva suo padre. Ford però gli dice che la colpa non è solo sua essendo stato proprio Ford il primo a fare un patto con Bill, ammettendo a sua volta le proprie colpe e asserendo che se ci fosse stato Stan al suo posto avrebbe capito subito che Bill era un imbroglione. Inoltre Ford si chiede come mai Dipper e Mabel riescano a mantenere un legame fraterno così saldo lì dove anche loro due hanno fallito, Stan gli replica che sono ancora ragazzini e che non devono ancora affrontare le dure prove della vita. Ford dice infine che ha deciso di lasciar entrare Bill nella sua mente a costo di salvare i nipoti, anche se dovesse comportare la distruzione della galassia stessa. Aggiunge che se non avesse quella placca di metallo, Stan potrebbe eliminare la memoria di Ford una volta che Bill vi sia entrato grazie alla pistola cancella-ricordi distruggendo il demone nel processo: Stan chiede al fratello cosa succederebbe se Bill entrasse nella sua di mente, ma Ford aggiunge che non c'è niente nella sua testa che Bill voglia.
Dipper e Mabel nel mentre stanno ancora scappando da Bill quando si ritrovano in un vicolo cieco. Mabel ingigantisce il proprio pugno con la torcia e distrugge il muro per procurare una via di fuga, ma oltre il muro si va all'esterno ed i due gemelli vedono i propri amici accerchiati dagli sgherri di Bill, e proprio mentre i due guardano ciò, Bill li raggiunge di soppiatto e li cattura in un raggio traente.
Bill ritorna da Stan e Ford con i loro nipoti (letteralmente) in pugno e minaccia di ucciderne uno davanti ai loro occhi solo per il gusto di farlo se Ford non gli darà l'equazione. Poco prima che Bill uccida uno dei due, Ford accetta e lascia entrare Bill nella sua mente a patto che lasci liberi suo fratello ed i suoi nipoti. Bill accetta a sua volta e Ford stringe la mano al demone, suggellando l'accordo. Bill quindi entra nella mente di Ford.
Una volta lì, Bill si ritrova in quella che lui definisce "un perfetto, calmo ed ordinato vuoto" e nel quale è presente un'unica porta di legno, congratulandosi con Ford per riuscire a mantenere la sua mente così sgombra e ordinata. Bill apre la porta per accedere ai ricordi di Ford, ma si ritrova davanti a Stan, in una versione onirica del Regno del Mistero. Sbalordito, Bill rimane attonito mentre Stan gli rivela che mentre era occupato ad inseguire Dipper e Mabel, lui e Ford si sono scambiati di ruolo imitando l'un l'altro, cosicché Bill entrasse nella mente del gemello sbagliato: nel mondo reale infatti, Ford si toglie il fez del fratello e si appresta ad eliminare la mente di Stan con la pistola cancella-ricordi. Nella mente di Stan, Bill cerca di fuggire da lì asserendo che l'accordo è saltato, ma la porta del Regno del Mistero da cui era entrato si chiude, venendo avvolta dalle fiamme, così come tutta la mente di Stan. Stan quindi gli dice che il suo destino è segnato e che perirà con la sua mente, anche se Bill lo addita come pazzo per aver sacrificato la sua psiche. Bill cerca in un ultimo disperato tentativo di trattare con Stan in cambio della propria salvezza, ma Bill si indebolisce sempre più, mentre la mente di Stan va in fiamme, perdendo il controllo sulla sua forma corporea. Stan quindi colpisce con un violento pugno un oramai debilitato Bill, che viene mandato letteralmente in frantumi e spazzato via dall'esistenza. Intanto la mente di Stan finisce di bruciare e viene avvolta completamente dalle fiamme, ma Stan è felice perché, per una volta, sente di essere stato veramente utile alla sua famiglia.
Nel mondo reale, Ford termina di cancellare la mente del fratello e gli altri vengono liberati dallo stendardo in cui erano intrappolati. Il ponte tra le dimensioni comincia a chiudersi mentre una forza inarrestabile risucchia nel collegamento gli scagnozzi di Bill e le stranezze da lui evocate, seguiti a ruota dalla Pauramide che viene smantellata e risucchiata mattone dopo mattone. Infine una grande onda d'urto fa tornare tutto alla normalità: la città è salva e tutto ciò che rimane di Bill è la sua forma fisica, rimasta di pietra, nascosta dalla vegetazione e dimenticata nel fitto del bosco.
Stan si riprende e Dipper, Mabel e Ford vanno da lui, ma Stan non può ricordare chi loro siano. Mabel cerca disperatamente di stimolare la memoria del prozio, ma invano: Stan non è più lui, e non si ricorda più neanche chi siano loro. Rattristati, l'unica cosa che possono fare è tornare ad un semi-distrutto Regno del Mistero mentre vengono raggiunti anche da Soos. Dipper si chiede se salvare il mondo sia valso questo sacrificio e Mabel, caparbiamente, si mette a cercare qualcosa che riesca a far tornare Stan quello che era. La ragazzina incappa quindi nel suo album dei ricordi e comincia a farlo sfogliare al prozio, ma non sembra funzionare. All'improvviso, Dondolo salta addosso a Stan, e quest'ultimo lo chiama di riflesso col suo nome anche se non dovrebbe ricordarselo. Ford quindi incita la nipote a continuare: Mabel inizia a raccontare tutto ciò che ha scritto nell'album su ciò che è accaduto durante l'estate e la "terapia" sembra funzionare, dato che Stan si mette a ridere con gli altri e posa le braccia attorno alle spalle dei nipoti.
Passa una settimana e tutto sembra tornato alla "normalità" a Gravity Falls mentre Shandra Jimenez racconta le notizie. La giornalista annuncia che quasi tutti i disagi causati dall'Oscurmageddon sono stati risolti e vengono mostrate alcune cose: si vede il sindaco Tyler annunciare la legge del "Non potrebbe importarcene di meno", con la quale propone di sviare l'attenzione di quello che è successo durante l'Oscurmageddon se ci fossero state domande da parte di qualcuno; la famiglia Northwest è andata in bancarotta poiché i genitori di Pacifica hanno investito i loro soldi su Bill, perdendo ogni cosa una volta che Bill è stato sconfitto e venendo costretti a vendere Villa Northwest; McGucket, che ha recuperato tutta (o quasi) la sua sanità mentale, è diventato milionario nel giro di pochissimo tempo vendendo i propri progetti al governo e comprandosi la Villa Northwest, appena messa in vendita. Shandra aggiunge infine che Stan ha finalmente recuperato la memoria e che al Regno del Mistero è stata organizzata una festa a Dipper e Mabel per festeggiare i loro 13 anni e l'ultimo giorno in cui i gemelli rimarranno a Gravity Falls. Shandra quindi lascia la parola a Toby che, diventato a tutti gli effetti "T l'Indomito", gestisce una rubrica di sport estremi.
Al Regno del Mistero, Dipper e Mabel stanno per spegnere le candeline e tutti gli abitanti della cittadina li ringraziano per ciò che hanno fatto e per come questo li abbia resi delle persone migliori. Soos quindi dice ai gemelli di esprimere un desiderio: Dipper dice che il suo desiderio sarebbe stato quello di avere un'estate piena di avventure, emozioni, misteri passando il tempo con gli amici, ma che lo ha già ottenuto; Mabel invece vorrebbe poter rimpicciolire tutti e portarseli via con sé, ma, siccome è una cosa (quasi) impossibile, desidera che ognuno metta la propria firma sul suo album dei ricordi. I due quindi spengono le candeline, e Wendy e la sua combriccola li nominano ufficialmente adolescenti.
Mentre Dipper e Mabel cominciano ad aprire i regali, Ford chiama e sé il fratello lontano da orecchie indiscrete. Ford rivela a Stan che nonostante la minaccia Oscurmageddon sia stata contenuta, continua a ricevere strani segnali da un luogo nel mezzo dell'oceano vicino all'Artico e chiede a Stan di venire con lui all'avventura, proprio come progettavano da piccoli. Stan accetta e alla domanda di Ford sul futuro del Regno del Mistero, Stan comincia a bisbigliargli qualcosa all'orecchio. Soos però, che si trovava lì per caso, riesce a sentire, rimanendo scioccato.
Stan quindi annuncia a tutti i presenti che siccome se ne andrà in giro per il mondo col fratello, il Regno del Mistero chiude i battenti. I cittadini sono sorpresi dalla notizia, ma Soos interviene dicendo che chiudendo il Regno del Mistero, anche se tutto ciò che vi è dentro è chiaramente fasullo, significherebbe distruggere i sogni e la fantasia delle persone. Stan ribadisce che però non ci sarebbe nessuno a gestire il locale, ma trova subito il perfetto sostituto in Soos, che eredita il Regno del Mistero diventando a sua volta il nuovo Mr. Mistero.
Qualche ora dopo la festa è finita ed il Regno del Mistero è oramai sgombero. Dipper e Mabel, accompagnati dai prozii, Wendy, Soos, Candy e Grenda, sono alla fermata dell'autobus che li riaccompagnerà a casa. Mabel saluta le sue amiche, e ringrazia inoltre il prozio per aver indossato per una volta uno dei suoi maglioni fatti a mano. Wendy intanto saluta Dipper e scambia il suo cappello col berretto del ragazzino così avrà "qualcosa per ricordarsi di lei", e gli dà una lettera che dovrà aprire "la prossima volta che avrà nostalgia di Gravity Falls". Intanto arriva il bus e, proprio quando i saluti sembrano giunti al termine, arriva Dondolo e Mabel, tra le lacrime, lo saluta sapendo che i suoi genitori non le permetterebbero di avere un maialino domestico. Dondolo però sembra insistere nel voler andare con lei, quando interviene Stan, che prende Dondolo e, asserendo che se lui ha dovuto fare i conti con il maialino per un'estate intera adesso dovranno farlo anche i genitori dei nipoti, lo mette sul bus. Il conducente ricorda a Stan che è vietato portare animali a bordo della vettura, ma Stan lo minaccia con un tirapugni, sostenuto da Ford che a sua volta mostra al conducente una pistola a raggi pronta all'uso "convincendolo" a far salire Dondolo. Dipper e Mabel salutano infine Stan, dicendogli che gli mancherà moltissimo.
Dipper e Mabel quindi salgono sul bus per "avventurarsi nell'ignoto" e cominciano il loro viaggio verso casa. Durante il tragitto, Dipper (come nel primo episodio) comincia a parlare di Gravity Falls e dei suoi misteri, incoraggiando i curiosi a farci un salto. Durante questo monologo tra sé e sé vengono fatti vedere McGucket che va ad abitare a Villa Northwest, Stan e Ford che navigano in mare aperto combattendo un mostruoso calamaro su una barca (lo Stanveliero II, "Stan O'War II" in originale) come progettavano da piccoli, e Soos che gestisce il Regno del Mistero assieme a Melody.
Alla fine del monologo, Dipper apre la lettera datagli da Wendy, scoprendo che vi è scritto "Ci vediamo la prossima estate" e reca le firme di tutti i suoi amici. Alla fine dei titoli di coda, Dipper e Mabel arrivano finalmente a casa loro a Piedmont, in California.
Dopo i titoli viene fatta vedere per qualche secondo una vera statua di Bill, nel folto di una foresta.